# Octopus (fichier)
Pour les articles homonymes, voir Octopus (homonymie).
Octopus est une banque de données informatiques, créée en 2008 par la Préfecture de police de Paris, qui répertorie les auteurs de tags selon leur signature.

## Objet

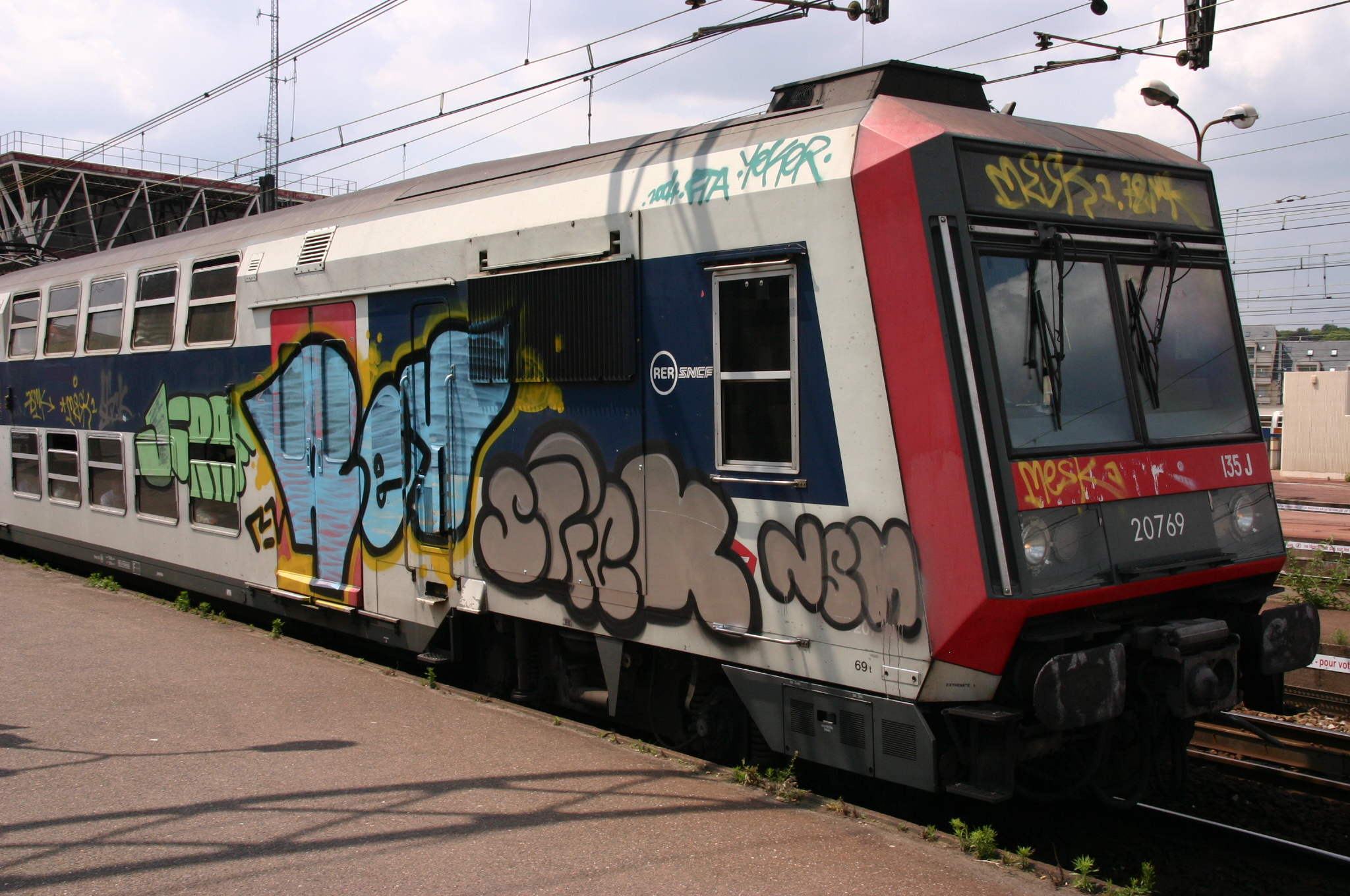
Graffitis sur une rame ferroviaire en Gare de Juvisy-sur-Orge en 2007.

Octopus signifie « outil de centralisation et de traitement opérationnel des procédures et des utilisateurs de signatures ».
Il fiche les personnes coupables d'infraction à l'article R. 635-1 du code pénal, c'est-à-dire les auteurs de tags et autres graffitis dans l'espace public, sur des véhicules ou le mobilier urbain.
Il est constitué à partir de données fournies par la RATP, la SNCF et les services de police.

## Polémique
En décembre 2008, un rapport parlementaire étudiant les fichiers de police révéla l'existence de ce fichier, qui, comme une douzaine d'autres existait sans aucune base légale
Il présente le problème particulier de ficher des mineurs, quel que soit leur âge.
Une déclaration à la CNIL était envisagée en 2009.
Selon un rapport parlementaire publié fin 2011, l'existence du fichier ne s'appuyait toujours sur aucun texte, un projet d’arrêté serait en cours de rédaction,.

## Voir ici